# Гейррёд (спутник)
Гейррёд (др.-сканд. Geirröd) или Saturn LXVI — естественный спутник Сатурна, 73 по удаленности от него. Данный спутник относится к скандинавской группе и назван в честь одного из ётунов германо-скандинавской мифологии.

## История открытия
Об открытии спутника было заявлено 8 октября 2019 года Скоттом Шепардом, Дэвидом Джуиттом и Джен Клина на основании наблюдений, проведенных между 12 декабря 2004 года и 22 марта 2007 года с помощью телескопа Субару. Спутник получил временное обозначение S/2004 S 38, а 24 августа 2022 года рабочая группа по номенклатуре планетных систем Международного астрономического союза утвердила его официальное название.

## Физические свойства
Спутник обращается вокруг Сатурна за 1210,7 земных суток по сильно эллиптической ретроградной орбите. Диаметр Гейррёда составляет приблизительно 4 километра, а градус наклона орбиты — 155°.